# کیهان کلهر

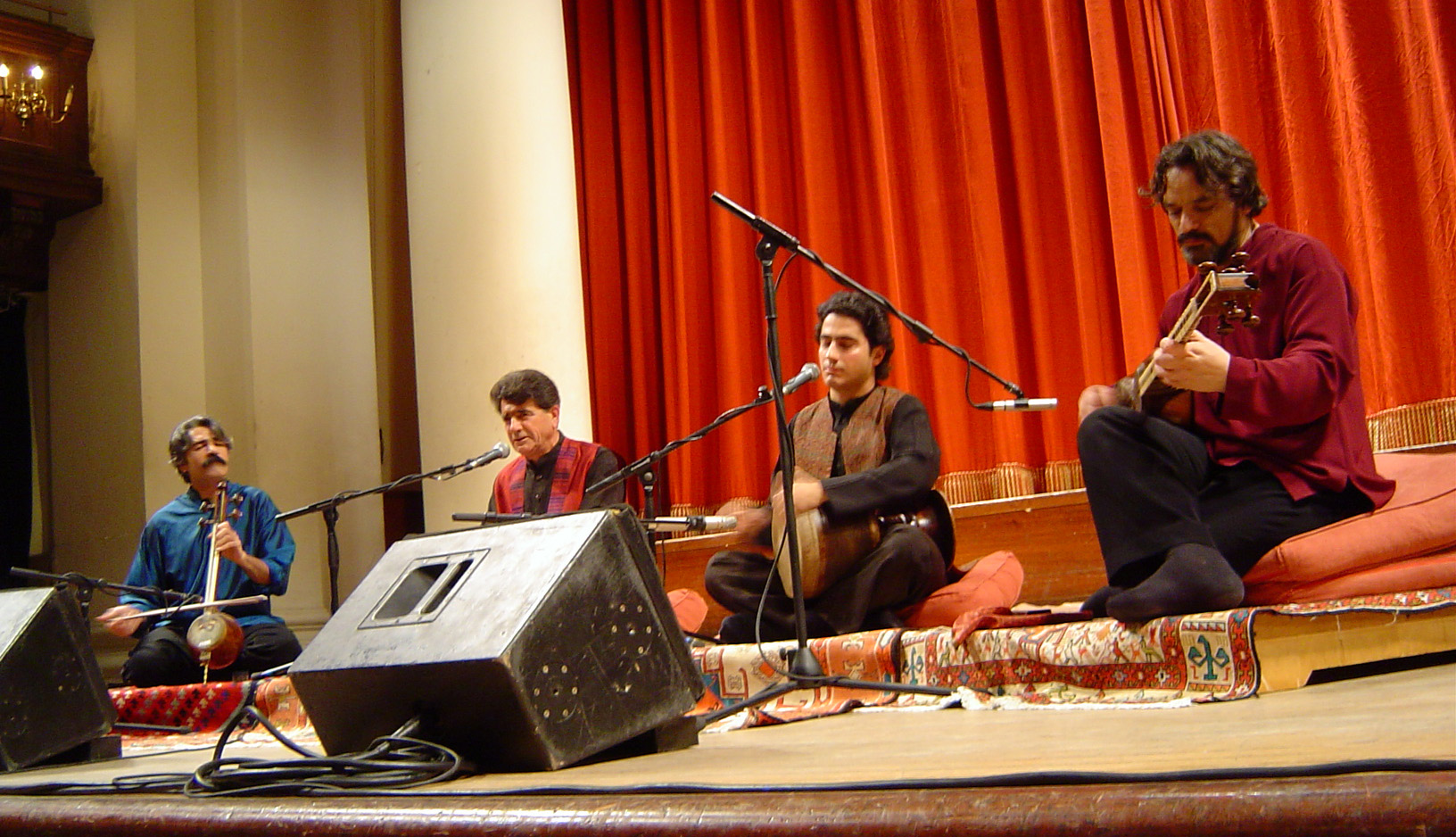
از چپ به راست: کیهان کلهر، محمدرضا شجریان، همایون شجریان و حسین علیزاده در کنسرت لندن.

کیهان کَلهُر (زادهٔ ۳ آذر ۱۳۴۲) موسیقی‌دان، آهنگ‌ساز و نوازندهٔ کُرد از ایل کلهر اهل ایران است.او اصالتاً اهل کرمانشاه است.
ساز تخصصی کیهان کلهر کمانچه است و افزون بر آن تنبور، سه‌تار و شاه‌کمان نیز می‌نوازد. کلهر با هنرمندان نامی ایرانی همانند محمدرضا شجریان، شهرام ناظری، حسین علیزاده، علی‌اکبر مرادی، علیرضا افتخاری، ایرج بسطامی، همایون شجریان، مجید خلج و اعضای گروه دستان آهنگسازی و نوازندگی کرده است. او در زمینه آهنگسازی برای موسیقی متن فیلم هم فعالیت داشته است. همکاری هنری او با هنرمندان گوناگون از فرهنگ‌های دیگر از جمله اردال ارزنجان از ترکیه، شجاعت حسین خان از هند، یویوما از چین، ژائو ژیپینگ، عالیم قاسمف از جمهوری آذربایجان، بروکلین رایدر از آمریکا، ارکستر فیلارمونیک نیویورک، کوارتت کرونوس، و گروه سازهای بادی هلند، او را به هنرمندی بین‌المللی تبدیل کرده است.
کیهان کلهر با آلبوم‌های بی تو بسر نمی‌شود، فریاد، باران و فراتر از نقشه جغرافیا که در آن‌ها به‌عنوان آهنگ‌ساز و نوازنده نقش داشته، نامزد جایزه گرمی شده است. در پنجاه و نهمین مراسم جایزه گرمی، کیهان کلهر به همراه گروه جاده ابریشم به رهبری یویوما توانستند با آلبوم "sing me home" موفق به کسب جایزه گرمی بهترین موسیقی جهانی شوند.
در چهارمین جشن سالانه موسیقی ما که در تاریخ ۲۵ آذر ۱۳۹۶ در تالار وحدت تهران برگزار شد، از کیهان کلهر به پاس یک عمر فعالیت هنری تقدیر به عمل آمد. او نخستین نوازندهٔ ایرانی است که برندهٔ جایزهٔ معتبر جهانی «وومکس» در سال ۲۰۱۹ شد. کیهان کلهر، جایزهٔ هنرمند برتر سال ۲۰۱۹ در فستیوال جهانی موسیقی وومکس را در تاریخ ۵ آبان ۱۳۹۸ در کشور فنلاند دریافت کرد. او این جایزه را به محمدرضا شجریان، که آن زمان در بستر بیماری بود، تقدیم کرد.

## زندگی و فعالیت هنری
کیهان کلهر در سال ۱۳۴۲ خورشیدی در خانواده‌ای کُرد و موسیقی‌دوست در تهران چشم به جهان گشود. پدرش عباس حیدری کلهر کارمند عالی رتبهٔ وزارت کشاورزی و نوهٔ مهرعلی‌خان از خان‌ها ایل کلهر بود و مادرش اقدس نام داشت.
کیهان کلهر آموختن موسیقی را از پنج سالگی به صورت آزاد شروع کرد. دوازده ساله بود که فعّالیت حرفه‌ای موسیقی را آغاز کرد. در سال‌های تحصیل کیهان در دورهٔ اول دبیرستان، خانوادهٔ کلهر بار دیگر به کرمانشاه مراجعت کردند و به همین دلیل کیهان و کامران فعالیت خود را با ارکستر رادیو تلویزیون کرمانشاه ادامه دادند و در مدت کوتاهی مورد توجه استادان موسیقی کرمانشاه قرار گرفتند. خانوادهٔ کلهر در سال‌های انقلاب و آغاز جنگ مقیم کرمانشاه بودند، اما در سالیان ابتدای جنگ ایران و عراق بار دیگر به تهران مهاجرت کرده و فعالیت‌های موسیقی کیهان و کامران نیز در تهران پی گرفته شد.
کیهان کلهر در این دوران مدتی کوتاه با گروه شیدا در مرکز هنری «چاووش» همکار بود. اما پس از مدتی کیهان در سن هفده سالگی به ایتالیا رفت و سپس برای ادامه تحصیل راهی کانادا شد و در رشتهٔ آهنگسازی از دانشگاه کارلتون اتاوا با درجهٔ کارشناسی ارشد آهنگسازی فارغ‌التحصیل شد. اقامت کیهان کلهر در کانادا ۸ سال به طول انجامید و تا سال ۱۳۷۳ ادامه داشت. در این مدت کامران کلهر فعالیت خود را با گروه موسیقی کامکار ادامه داد. با این حال در سال‌های آخر جنگ که نیروی هوایی ارتش بعث عراق شهر تهران را چندین بار مورد بمب‌باران قرار دادند، خانهٔ پدری او در تهران مورد اصابت موشک قرار گرفته و پدر، مادر و برادر کیهان کلهر کشته شدند. کیهان چند سال پس از این ماجرا و در سال ۱۳۷۳ به ایران بازگشت و در تهران ساکن شد. او در آن شهر در زمینهٔ موسیقی فعّالیت کرد و در چند برنامهٔ تلویزیونی نیز به همراه علیرضا افتخاری موسیقی اجرا کرد. با این حال در سال ۱۳۷۴ بار دیگر به کانادا بازگشت تا تحصیلات خود را در، مقطع دکترا ادامه بدهد. او در کانادا با محمدرضا شجریان و شهرام ناظری همکاری کرد و در چند کنسرت آن‌ها در خارج از کشور اجرا کرد.
کیهان کلهر در چند سخنرانی و مصاحبه مجموعه جاده ابریشم انگیزه و الگو خود را در نوازندگی کمانچه استاد علی اصغر بهاری نام برده است. او برای شناساندن موسیقی ایرانی به غیر ایرانی‌ها تلاش بسیاری کرده است، همکاری وی با هنرمندان هندی از جمله «شجاعت حسین خان» (غزل) یا با کوارتت کرونوس (Kronos Quartet) (جاده ابریشم)، یویوما، ارکستر فیلارمونیک نیویورک و رامبراندت تریو (گروه موسیقی هلندی)، وی را به هنرمندی جهانی تبدیل کرده است و شنوندگان زیادی در بین غیرایرانی‌ها دارد. او معتقد است: «موزیسین، موسیقی‌دان یا موسیقی‌شناس باید به ریاضیات، تاریخ و ادبیات آشنا باشد.»
وی مدت‌ها عضو گروه دستان بود و در کنسرت‌های این گروه به همراه شهرام ناظری می‌نواخت. از میان این آثار می‌توان به سفر به دیگر سو اشاره کرد. پس از جدایی از گروه دستان و آغاز فعالیت‌های مستقل با موسیقیدانهای خارجی، با همکاری استادان موسیقی سنتی ایران محمد رضا شجریان و حسین علیزاده آثاری را پدیدآورد که شامل شش آلبوم زمستان است، بی تو بسر نمی‌شود، فریاد، ساز خاموش، شب، سکوت، کویر و سرود مهر می‌شوند.
وی در این سال‌ها با تعدادی ازنوازندگان همچون اردال ارزنجان و تومانی دایاباته هم‌نوازی داشته. همچنین به عنوان نوازنده در گروه راه ابریشم که یویوما ویولون‌سل‌نواز چینی-آمریکایی به راه انداخته حضور دارد. این گروه در دوازده فوریهٔ ۲۰۱۷ برندهٔ جایزهٔ گرمی شد.
کلهر در سال ۱۴۰۰ ساخت موسیقی متن سریال خاتون را برعهده داشت.

## کنسرت‌ها
وی همراه با نوازندهٔ باغلامای ترکیه، اردال ارزنجان کنسرت‌هایی را هم در مناطق مختلف جهان در حال اجرا دارد و آلبومی نیز با این نوازنده کرد به نام The Wind در شرکت ECM ارائه کرده است. کلهر همچنین در ژانویه سال ۲۰۰۸ میلادی کنسرتی را به همراه کوارت زهی بروکلین رایدر در شهر نیویورک به روی صحنه برد که در آن قطعاتی از آلبوم شهر خاموش نواخته شد.
در فروردین ۱۳۹۸ کنسرت‌های «شهر خاموش» به همراه کوارتت «مینیاتور» در تالار وحدت تهران برگزار شد.

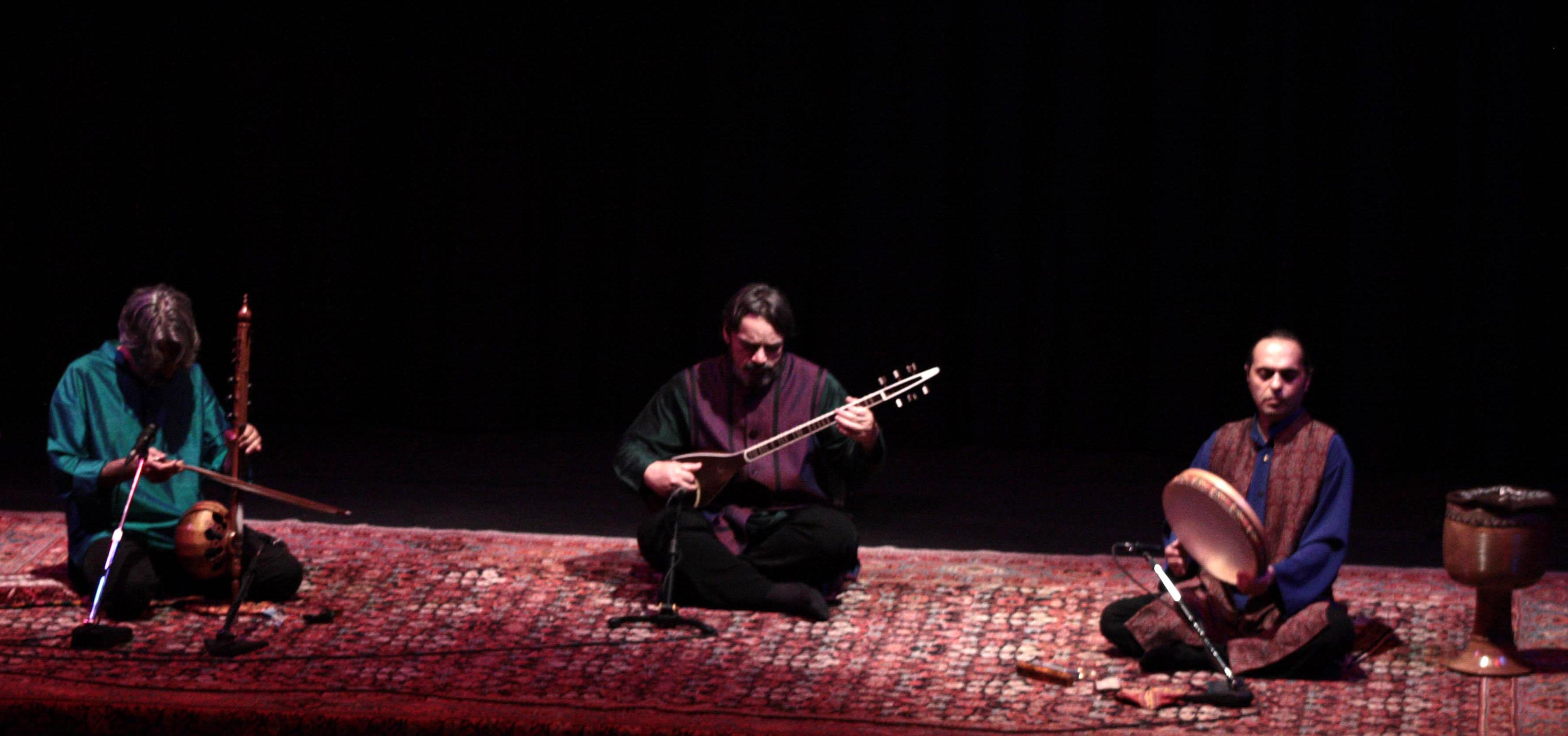
کنسرت حسین علیزاده، کیهان کلهر و مجید خلج، ۲۰۱۰
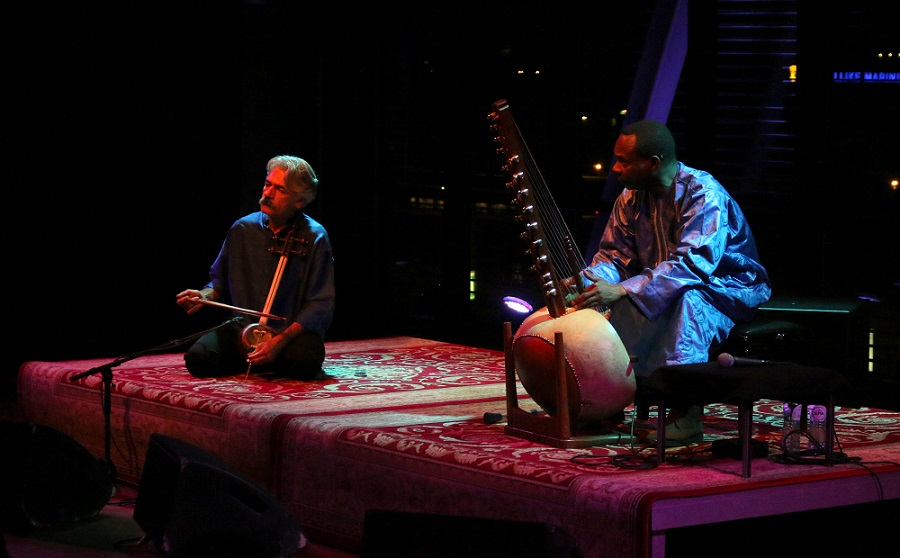
کیهان کلهر و تومانی دیاباته، موسیقی دان مالی
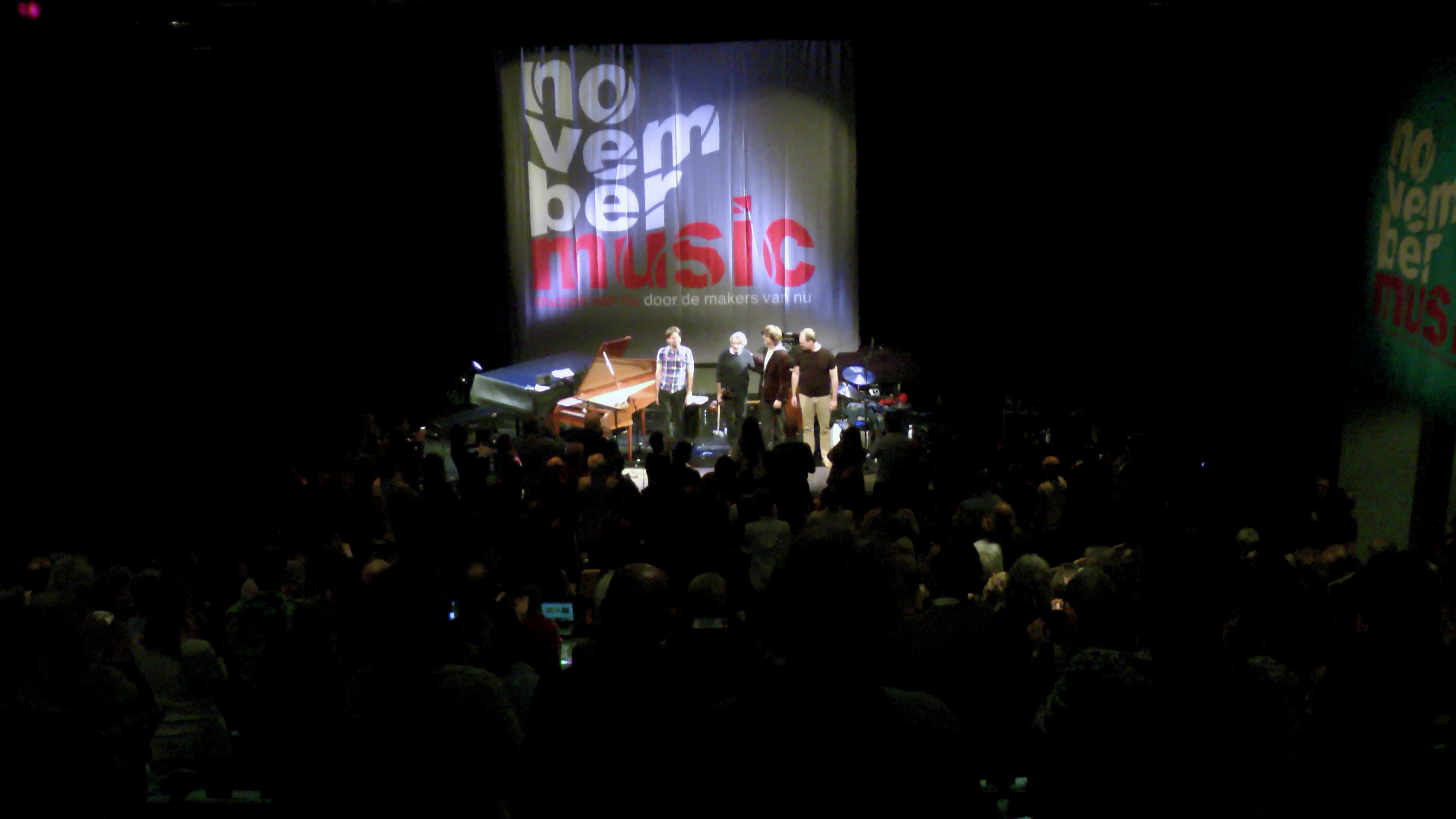
همنوازی کیهان کلهر با یک گروه هلندی، ۲۰۱۳
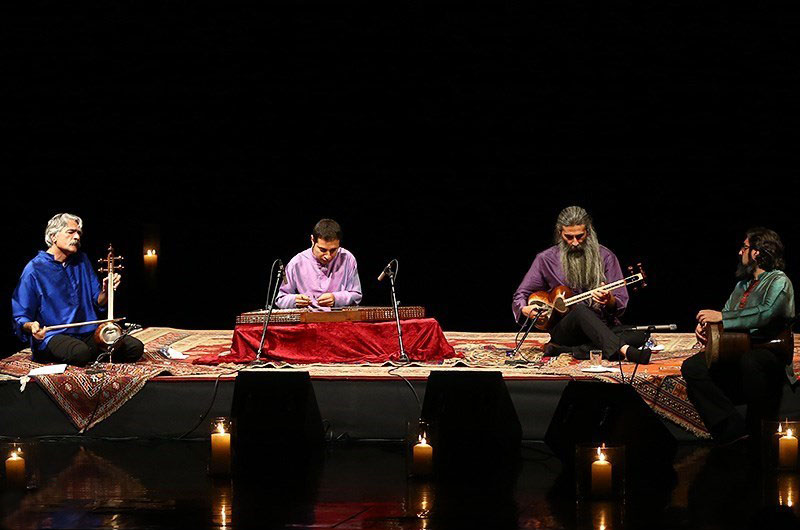
کنسرت کیهان کلهر و گروه راح روح در تالار وحدت، ۲۰۱۶
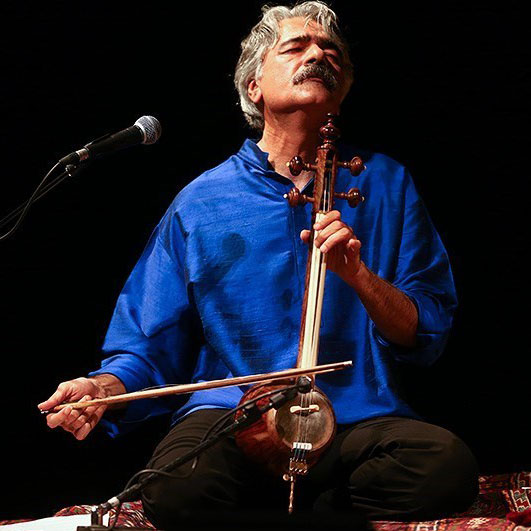
کنسرت کیهان کلهر و گروه راح روح در تالار وحدت، ۲۰۱۶
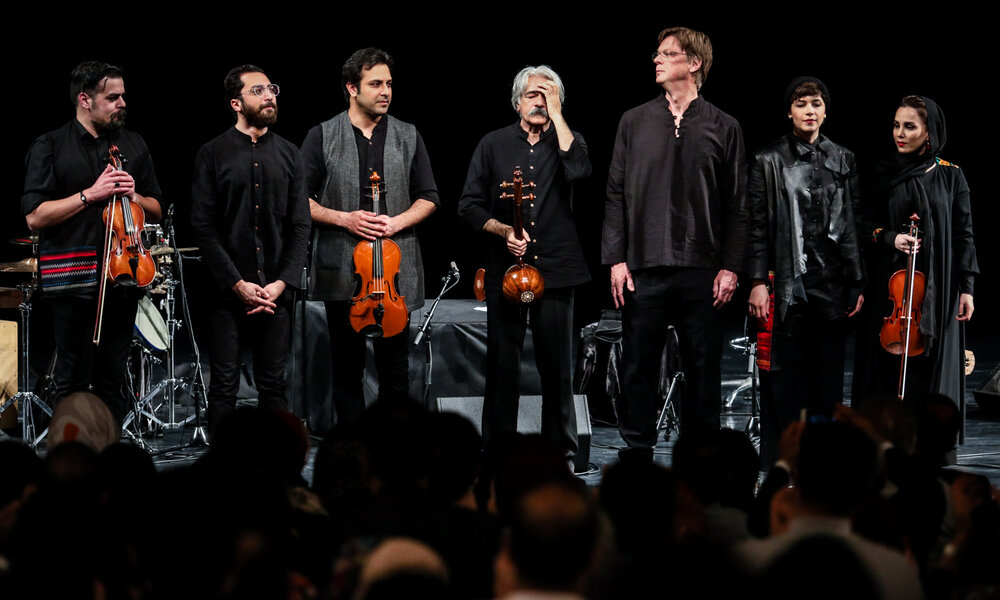
کنسرت شهر خاموش کیهان کلهر و کوارتت «مینیاتور» تالار وحدت ۲۶ فروردین ۱۳۹۸

## شایعه بازداشت
بنا به اعلام رسانه‌ها کیهان کلهر روز پنجشنبه ۱۹ شهریور ۱۳۸۸، در حالی‌که از فرودگاه امام خمینی تهران، ایران را به مقصد فرانسه برای اجرای برنامه ترک می‌کرد، بازداشت شد. مسئولان پرواز علت این دستگیری چند ساعته را نقص در گذرنامه عنوان کردند. روز بعد حمیدرضا نوربخش که برای بدرقهٔ کلهر به فرودگاه رفته بود در مصاحبه‌ای نگهداری چند ساعتهٔ وی را تأیید اما بازداشت را شایعه عنوان کرد.

## لغو کنسرت و تصمیم به عدم برگزاری کنسرت در ایران
در خرداد ۱۳۹۴ و به دنبال ممانعت ادارهٔ اماکن نیروی انتظامی از برگزاری کنسرت مشترک کلهر و گروه بروکلین رایدر، کلهر اعلام کرد که دیگر در ایران اجرایی نخواهد کرد. وی تأکید کرد که تا زمانی که فرهنگ و هنر ایران گروگان زورگیری و زورآزمایی جناح‌های سیاسی است و خط مشی مشخصی برای این‌گونه فعالیت‌ها تعریف و اجرا نشده، از انجام هرگونه فعالیت در ایران خودداری خواهد کرد. وی در سال ۱۳۹۵ به برگزاری کنسرت‌هایش در ایران ادامه داد.

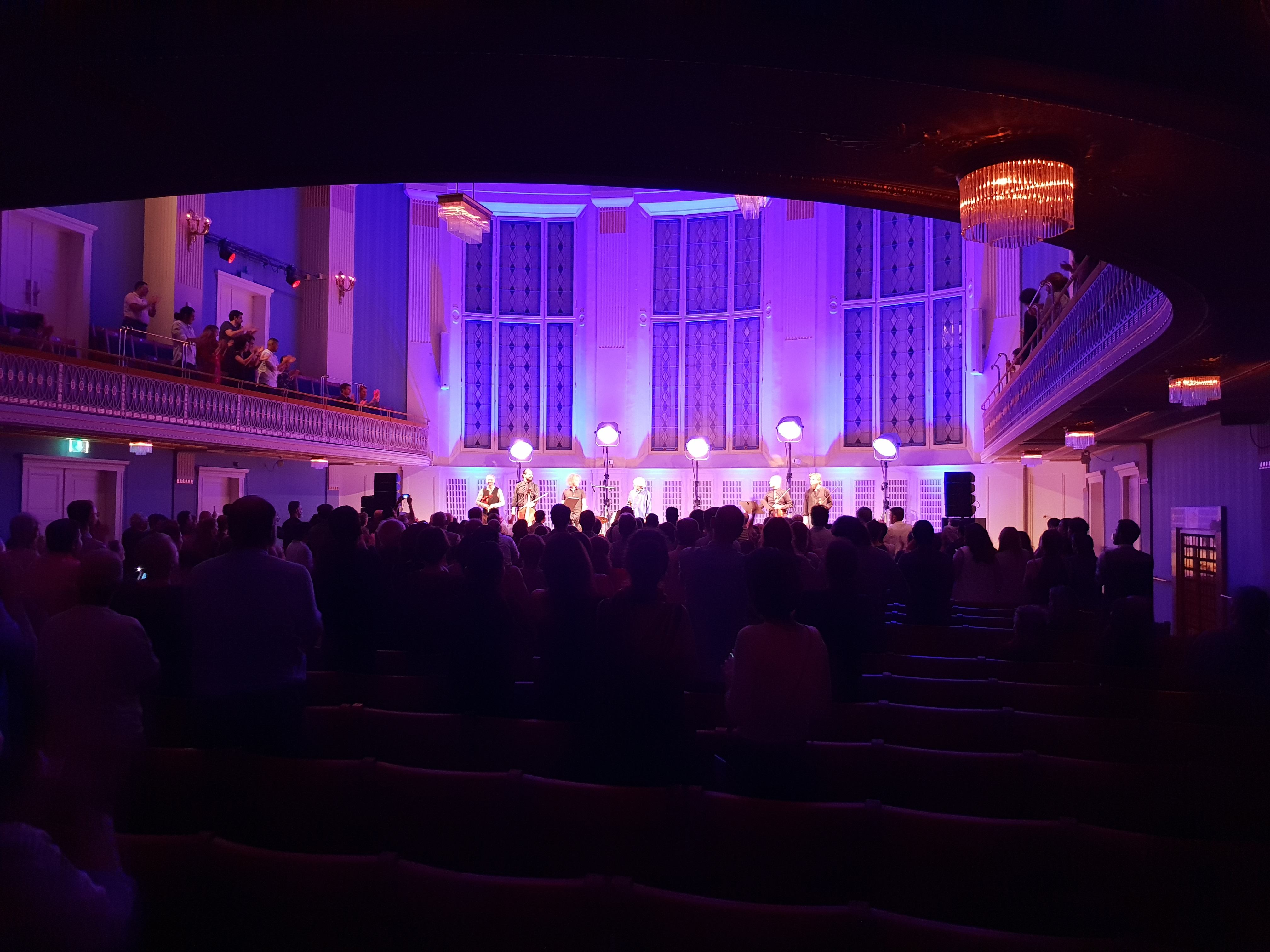
کیهان کلهر و گروه بروکلین رایدر در سالن موتزارت کنسرت هاوس وین، پایتخت اتریش، یکم ژوئن ۲۰۱۸

## آثار
| آلبوم‌ها                        | آلبوم‌ها     | آلبوم‌ها                                   | آلبوم‌ها | آلبوم‌ها        | آلبوم‌ها                  | آلبوم‌ها |
| ------------------------------ | ----------- | ----------------------------------------- | ------- | -------------- | ------------------------ | --- |
| نام آلبوم                      | سال انتشار  | آهنگساز                                   | نوازنده | خواننده        | ناشر                     | توضیحات |
| کنسرت ایرج بسطامی و گروه دستان | زمستان ۱۳۷۱ | حمید متبسم،کیهان کلهر، محمدعلی کیانی نژاد | آری     | ایرج بسطامی    |                          | اجرای گروه دستان، در دستگاه‌های سه گاه و همایون، از نخستین آثار گروه دستان، اثر تصویری مربوط به کنسرتی در زمستان سال ۱۳۷۱ در مجموعه فرهنگی آزادی، میدان آزادی |
| بوی نوروز                      | زمستان ۱۳۷۱ | حمید متبسم                                | آری     | ایرج بسطامی    |                          | اجرای گروه دستان، در دستگاه‌های سه گاه و همایون، از نخستین آثار گروه دستان |
| سرو سیمین                      | ۱۳۷۳        | محمدعلی کیانی‌نژاد                         | آری     | علی‌رضا افتخاری | فارس نوا                 | کیهان کلهر نوازنده کمانچه |
| شب، سکوت، کویر                 | ۱۳۷۷        | آری                                       | آری     | محمدرضا شجریان | دل آواز                  | نوازندگان:کیهان کلهر، قربان سلیمانی، علی آبچوری، حسین ببی، علیرضا سلیمانی، بیژن کامکار، حسین بهروزی‌نیا، اردوان کامکار، مرتضی اعیان، سیامک نعمت‌ناصر، همایون خسروی، بهزاد فروهری.                                                                                       |
| سفر به دیگر سو                 | ۱۳۷۷        | شهرام ناظری                               | آری     | شهرام ناظری    | سروش                     | کیهان کلهر به‌همراه گروه دستان، کیهان کلهر نوازنده سه‌تار. |
| غزل ۱                          | ۱۳۸۰        |                                           | آری     |                | ماه‌ریز                   | با همکاری گروه موسیقی غزل: شجاعت حسین خان (سی‌تار) و سواپان چات هوری (طبلا) |
| غزل ۲                          | ۱۳۸۰        |                                           | آری     |                | ماه‌ریز                   | با همکاری گروه موسیقی غزل: شجاعت حسین خان (سی‌تار) و سواپان چات هوری (طبلا) |
| غزل ۳                          | ۱۳۸۰        |                                           | آری     |                | ماه‌ریز                   | با همکاری گروه موسیقی غزل: شجاعت حسین خان (سی‌تار) و سواپان چات هوری (طبلا) |
| زمستان است                     | ۱۳۸۰        |                                           | آری     | محمدرضا شجریان | دل آواز                  | به‌همراه حسین علیزاده، همایون شجریان. در مقام داد و بیداد. |
| بی تو بسر نمی‌شود               | ۱۳۸۱        | حسین علیزاده،کیهان کلهر                   | آری     | محمدرضا شجریان | دل آواز                  | به‌همراه حسین علیزاده، همایون شجریان. در دستگاه نوا و آواز بیات کرد. |
| فریاد                          | ۱۳۸۲        | آری                                       | آری     | محمدرضا شجریان | دل آواز                  | در دستگاه راست پنجگاه، شور و همایون. |
| باران                          | ۱۳۸۲        |                                           | آری     |                | آوای دوست، ئی‌سی‌ام رکوردز | با همکاری گروه موسیقی غزل: شجاعت حسین خان (سی‌تار) و ساندیپ داس (طبلا). این آلبوم نامزد جایزه گرمی شد. |
| در آینه آسمان                  | ۱۳۸۳        | آری                                       | آری     | علی‌اکبر مرادی  | ورلد ویلیج، آوای دوست    | به‌همراه علی‌اکبر مرادی (تنبور) و پژمان حدادی (تنبک). |
| موسیقی فیلم جاده ابریشم        |             |                                           | آری     |                |                          | (چهار نعل هزار اسب) به‌همراه، ژائو ژیپینگ، یویوما و دیگر اعضا پروژه راه ابریشم. |
| نخستین دیدار بامدادی           | ۱۳۸۵        | آری                                       | آری     |                | آوای دوست                | به‌همراه پژمان حدادی (تنبک) |
| باد                            | ۱۳۸۵        | کیهان کلهر، اردال ارزنجان                 | آری     |                | ئی‌سی‌ام رکوردز، آوای دوست | این آلبوم در بهار ۱۳۸۵ با عنوان تا بی‌کران دوردست در ایران منتشر شد. |
| سرود مهر                       | ۱۳۸۶        | حسین علیزاده                              | آری     | محمدرضا شجریان | دل آواز                  | در آواز بیات زند و افشاری. |
| ساز خاموش                      | ۱۳۸۶        | حسین علیزاده                              | آری     | محمدرضا شجریان | دل آواز                  | در آواز دشتی. |
| شهر خاموش                      | ۱۳۸۷        | آری                                       | آری     |                | ورلد ویلیج، آوای خورشید  | به همراه کوارت زهی بروکلین رایدر، این آلبوم به کودکان شهر حلبچه تقدیم شده است. |
| سامان سایه‌ها                   | ۱۳۹۰        | آری                                       | آری     |                | Ba Music Records         | دونوازی با کمانچه و تمبک مجید خلج |
| موسیقی متن فیلم فصل کرگدن      | ۱۳۹۰        | آری                                       |         |                |                          | فصل کرگدن فیلمی به کارگردانی بهمن قبادی. |
| تنها نخواهم ماند               | ۱۳۹۱        | آری                                       | آری     |                |                          | کیهان کلهر (شاه‌کمان)، علی بهرامی‌فرد (سنتور بم) |
| لایه‌های تاریکی                 | ۱۳۹۴        | آری                                       | آری     |                |                          | با اجرای کوارتت زهی بروکلین رایدر |
| هاونیاز                        | ۱۳۹۵        | آری                                       | آری     | آینور دوغان    |                          | این آلبوم براساس موسیقی فولکلور کُردی، با گویش کرمانجی با صدای آینور دوغان و آهنگ‌سازی و نوازندگی شاه‌کمان توسط کیهان کلهر، همچنین سلمان قمبرف (Salman Gambarov) نوازنده اهل آذربایجان با پیانو و جمیل گوچگیری (Cemil Qocgiri) با تنبور نوازی در این اثر مشارکت کرده‌اند. |
| هنوز پاییز است                 | ۱۳۹۷        | آری                                       | آری     | -              | نغمه ساز و آواز          | همراه با رامبرانت تریو (رامبرانت فرایش: پیانو، تونی اورواتر : کنترباس، وینسنت پلانیه: سازهای کوبه ای) |
| آسمان هرجا همین رنگ است        | ۱۴۰۲        | آری                                       | آری     | -              |                          | همراه با تومانی دیاباته |

- شب‌های فیروزه‌ای نیشابور به همراه یویوما و دیگر اعضا پروژه راه ابریشم

## جوایز و افتخارات
- جایزهٔ گرمیِ «بهترین آلبوم جهانی سال» به گروه کیهان کلهر اهدا شد.[۳۳]
- جایزهٔ فعالیت هنری انسان‌دوستانهٔ آیزاک اشترن، به خاطر کمک به بشریت و مسائل انسانی از طریق موسیقی، در مسابقهٔ بین‌المللی ویولن ایزاک اشترن شانگهای، ۲۰۱۸.[۳۴]
- برندهٔ جایزهٔ جهانی «وومکس» ۲۰۱۹.[۳۵][۳۶] همایش موسیقی ملل وومکس دربارهٔ دلیل انتخاب کیهان کلهر، نوآوری و چیره‌دستی در نوازندگی و معرفی پیام موسیقی سنتی ایران به جهان را ذکر کرده است.[۳۷][۳۸]
- در ماه اوت سال ۲۰۱۹ آلبوم «هنوز پاییز است» محصول مشترک کیهان کلهر با گروه رامبرانت تریو از نگاه مجلهٔ سانگ‌لاینز جزو ۱۰ آلبوم برتر سال ۲۰۱۹ قرار گرفت.[۳۹][۴۰]
- برندهٔ جایزهٔ بیتا در سال ۲۰۱۹[۴۱]
- برندهٔ جایزهٔ گلوبال فست در سال ۲۰۲۰ در بخش هنرمند سال[۴۲][۴۳][۴۴]